# Detacheringsovereenkomst
Een detacheringsovereenkomst is een bijzondere vorm van arbeidsovereenkomst. Zie ook uitzendovereenkomst.
In de detacheringsovereenkomst kunnen drie partijen worden onderscheiden: de opdrachtnemer (het detacheringsbureau), de opdrachtgever en de medewerker. Voor een goed begrip van de verhouding tussen de betrokken partijen is het volgende van belang:
De arbeidsovereenkomst tussen de medewerker en het detacheringsbureau is een uitzendovereenkomst. De uitzendovereenkomst wordt gedefinieerd in artikel 7:690 van het Burgerlijk Wetboek. Op een dergelijke overeenkomst kan een uitzendbeding van toepassing zijn. Als dit ontbreekt, kan gesproken worden van een detacheringsovereenkomst.
Het detacheringsbureau zoekt passende opdrachten voor deze medewerkers bij haar opdrachtgevers. Wanneer de medewerker via het detacheringsbureau werkzaamheden gaat verrichten voor de opdrachtgever, berusten leiding en toezicht over de medewerker en diens werkzaamheden bij de opdrachtgever. De medewerker is formeel in dienst van het detacheringsbureau. Hij is echter feitelijk via het bureau werkzaam bij de opdrachtgever, maar de medewerker heeft geen arbeidsovereenkomst met de opdrachtgever. Aangezien de medewerker feitelijk werkzaam is bij de opdrachtgever, is deze verantwoordelijk voor instructies en begeleiding op de werkplek. Hij moet de medewerker net zo (goed) behandelen als zijn eigen medewerkers.
De meest gangbare vorm van een detacheringsovereenkomst staat niet toe dat de medewerker na de periode van detachering in dienst komt van de inlener of opdrachtgever. De medewerker is namelijk feitelijk in dienst van het detacheringsbureau en gezien de kernactiviteit van detacheringsbureaus is het niet wenselijk zulks toe te staan.